# Vòng bảng UEFA Champions League 2021-22
Vòng bảng UEFA Champions League 2021-22 bắt đầu vào ngày 14 tháng 9 năm 2021 và kết thúc vào ngày 8 tháng 12 năm 2021. Có tổng cộng 32 đội cạnh tranh ở vòng bảng để xác định 16 suất vào vòng đấu loại trực tiếp của UEFA Champions League 2021-22.
Sheriff Tiraspol có lần đầu tiên xuất hiện ở vòng bảng. Họ là đội bóng đầu tiên từ Moldova thi đấu ở vòng bảng Champions League.

## Bốc thăm
Lễ bốc thăm cho vòng bảng được tổ chức vào ngày 26 tháng 8 năm 2021, lúc 18:00 CEST (19:00 TRT), ở Istanbul, Thổ Nhĩ Kỳ. 32 đội được bốc thăm vào tám bảng gồm 4 đội. Đối với lễ bốc thăm, các đội được xếp hạt giống vào bốn nhóm, mỗi nhóm gồm 8 đội, dựa trên những nguyên tắc sau:
- Nhóm 1 bao gồm đương kim vô địch Champions League và Europa League, cùng với các đội vô địch của 6 hiệp hội hàng đầu dựa trên hệ số quốc gia UEFA năm 2020 của họ.[5]
- Nhóm 2, 3 và 4 chứa các đội còn lại, được xếp hạt giống dựa trên hệ số câu lạc bộ UEFA năm 2021 của họ.[6]

Các đội từ cùng hiệp hội không thể được bốc thăm vào cùng bảng. Vì lý do chính trị, các đội từ Ukraina và Nga không thể được bốc thăm vào cùng bảng. Trước lễ bốc thăm, UEFA hình thành các cặp gồm các đội từ cùng hiệp hội (một cặp cho các hiệp hội với 2 hoặc 3 đội, hai cặp cho các hiệp hội với 4 hoặc 5 đội) dựa trên lượng khán giả xem truyền hình, trong đó một đội được bốc thăm vào các Bảng A–D và đội còn lại được bốc thăm vào các Bảng E–H, do đó hai đội thi đấu vào các ngày khác nhau. Các cặp sau được UEFA công bố sau khi các đội vòng bảng được xác nhận:
1. Chelsea và Manchester City
2. Atlético Madrid và Sevilla
3. Inter Milan và Juventus
4. Bayern Munich và Borussia Dortmund
5. Lille và Paris Saint-Germain
6. Real Madrid và Barcelona
7. Manchester United và Liverpool
8. Porto và Benfica
9. Shakhtar Donetsk và Dynamo Kyiv
10. RB Leipzig và VfL Wolfsburg
11. Atalanta và Milan

Ở mỗi lượt trận, một nhóm gồm 4 bảng thi đấu các trận đấu của họ vào Thứ Ba, trong khi nhóm còn lại gồm 4 bảng thi đấu các trận đấu của họ vào Thứ Tư, với thứ tự thi đấu của hai nhóm thay đổi giữa mỗi lượt trận. Các cặp đấu đã được xác định sau lễ bốc thăm, sử dụng máy vi tính để bốc thăm không công khai. Mỗi đội không thi đấu liên tiếp quá hai trận sân nhà hoặc hai trận sân khách mà thi đấu một trận sân nhà và một trận sân khách vào các lượt trận đầu tiên và cuối cùng (Quy định Điều 16.02): Sự sắp xếp này khác với các mùa giải trước, khi cùng hai đội thi đấu tại sân nhà vào các lượt trận đầu tiên và cuối cùng.

## Các đội bóng
Dưới đây là các đội tham dự (với hệ số câu lạc bộ UEFA năm 2021 của họ), được xếp theo nhóm hạt giống của họ. Họ bao gồm:
- 26 đội tham dự vào vòng này
- 6 đội thắng của vòng play-off (4 đội từ Nhóm các đội vô địch, 2 đội từ Nhóm các đội không vô địch)

| Chú thích màu sắc                                                      |
| ---------------------------------------------------------------------- |
| Đội nhất và nhì bảng đi tiếp vào vòng 16 đội                           |
| Đội đứng thứ ba tham dự vòng play-off đấu loại trực tiếp Europa League |

| Hiệp hội | Đội             | Hệ số   |
| -------- | --------------- | ------- |
| TH       | Chelsea         | 98.000  |
| EL       | Villarreal      | 63.000  |
| 1        | Atlético Madrid | 115.000 |
| 2        | Manchester City | 125.000 |
| 3        | Bayern Munich   | 134.000 |
| 4        | Inter Milan     | 53.000  |
| 5        | Lille           | 14.000  |
| 6        | Sporting CP     | 45.500  |

| Đội                 | Hệ số   |
| ------------------- | ------- |
| Real Madrid         | 127.000 |
| Barcelona           | 122.000 |
| Juventus            | 120.000 |
| Manchester United   | 113.000 |
| Paris Saint-Germain | 113.000 |
| Liverpool           | 101.000 |
| Sevilla             | 98.000  |
| Borussia Dortmund   | 90.000  |

| Đội                    | Ghi chú | Hệ số  |
| ---------------------- | ------- | ------ |
| Porto                  |         | 87.000 |
| Ajax                   |         | 82.500 |
| Shakhtar Donetsk       | [LP]    | 79.000 |
| RB Leipzig             |         | 66.000 |
| Red Bull Salzburg      | [CP]    | 59.000 |
| Benfica                | [LP]    | 58.000 |
| Atalanta               |         | 50.500 |
| Zenit Saint Petersburg |         | 50.000 |

| Đội              | Ghi chú | Hệ số  |
| ---------------- | ------- | ------ |
| Beşiktaş         |         | 49.000 |
| Dynamo Kyiv      |         | 47.000 |
| Club Brugge      |         | 35.500 |
| Young Boys       | [CP]    | 35.000 |
| Milan            |         | 31.000 |
| Malmö FF         | [CP]    | 18.500 |
| VfL Wolfsburg    |         | 14.714 |
| Sheriff Tiraspol | [CP]    | 14.500 |

Ghi chú
1. TH Đội đương kim vô địch Champions League, tự động được xếp vào Nhóm 1 với tư cách hạt giống hàng đầu.
2. EL Đội đương kim vô địch Europa League, tự động được xếp vào Nhóm 1 với tư cách hạt giống hàng đầu thứ hai.
3. CP Đội thắng của vòng play-off (Nhóm các đội vô địch).
4. LP Đội thắng của vòng play-off (Nhóm các đội không vô địch).

## Thể thức
Ở mỗi bảng, các đội đối đầu với nhau theo thể thức vòng tròn đấu sân nhà và sân khách. Hai đội đứng đầu của mỗi bảng đi tiếp vào vòng 16 đội. Đội đứng thứ ba được chuyển qua vòng play-off đấu loại trực tiếp Europa League, trong khi đội đứng thứ tư bị loại khỏi các giải đấu châu Âu cho đến hết mùa giải.

### Tiêu chí xếp hạng
Các đội được xếp hạng theo điểm (3 điểm cho một trận thắng, 1 điểm cho một trận hòa, 0 điểm cho một trận thua). Nếu hai hay nhiều đội bằng điểm, các tiêu chí xếp hạng sau đây được áp dụng, theo thứ tự được đưa ra, để xác định thứ hạng (xem Điều 17 Bình đẳng điểm - vòng bảng, Quy định của UEFA Champions League):
1. Số điểm trong các trận đấu đối đầu giữa các đội bằng điểm;
2. Hiệu số bàn thắng thua trong các trận đấu đối đầu giữa các đội bằng điểm;
3. Số bàn thắng ghi được trong các trận đấu đối đầu giữa các đội bằng điểm;
4. Nếu có nhiều hơn 2 đội bằng điểm và sau khi áp dụng tất cả tiêu chí đối đầu trên, một nhóm đội vẫn bằng điểm, tất cả tiêu chí đối đầu trên được áp dụng lại dành riêng cho nhóm đội này;
5. Hiệu số bàn thắng thua trong tất cả các trận đấu vòng bảng;
6. Số bàn thắng ghi được trong tất cả các trận đấu vòng bảng;
7. Số bàn thắng sân khách ghi được trong tất cả các trận đấu vòng bảng;
8. Số trận thắng trong tất cả các trận đấu vòng bảng;
9. Số trận thắng sân khách trong tất cả các trận đấu vòng bảng;
10. Điểm kỷ luật (thẻ đỏ trực tiếp = 3 điểm; bị truất quyền thi đấu do nhận hai thẻ vàng trong một trận đấu = 3 điểm; một thẻ vàng = 1 điểm);
11. Hệ số câu lạc bộ UEFA.

Do luật bàn thắng sân khách bị bãi bỏ, số bàn thắng sân khách đối đầu không còn được áp dụng như một tiêu chí xếp hạng kể từ mùa giải này. Tuy nhiên, tổng số bàn thắng sân khách vẫn được áp dụng như một tiêu chí xếp hạng.

## Các bảng đấu
Lịch thi đấu được công bố vào ngày 27 tháng 8 năm 2021, một ngày sau lễ bốc thăm. Các trận đấu được diễn ra vào ngày 14–15 tháng 9, 28–29 tháng 9, 19–20 tháng 10, 2–3 tháng 11, 23–24 tháng 11 và 7–8 tháng 12 năm 2021. Thời gian bắt đầu trận đấu được lên lịch là 18:45 (hai trận đấu vào mỗi Thứ Ba và Thứ Tư) và 21:00 (sáu trận đấu còn lại) CET/CEST.
Thời gian là CET/CEST, do UEFA liệt kê (giờ địa phương nếu khác nhau thì được hiển thị trong ngoặc đơn).

### Bảng A
| VT | Đội                 | ST | T | H | B | BT | BB | HS  | Đ  | Giành quyền tham dự      |  | MCI | PAR | RBL | BRU |
| -- | ------------------- | -- | - | - | - | -- | -- | --- | -- | ------------------------ |  | --- | --- | --- | --- |
| 1  | Manchester City     | 6  | 4 | 0 | 2 | 18 | 10 | +8  | 12 | Đi tiếp vào vòng 16 đội  |  | —   | 2–1 | 6–3 | 4–1 |
| 2  | Paris Saint-Germain | 6  | 3 | 2 | 1 | 13 | 8  | +5  | 11 | Đi tiếp vào vòng 16 đội  |  | 2–0 | —   | 3–2 | 4–1 |
| 3  | RB Leipzig          | 6  | 2 | 1 | 3 | 15 | 14 | +1  | 7  | Chuyển qua Europa League |  | 2–1 | 2–2 | —   | 1–2 |
| 4  | Club Brugge         | 6  | 1 | 1 | 4 | 6  | 20 | −14 | 4  |                          |  | 1–5 | 1–1 | 0–5 | —   |

| Manchester City                                                                                        | 6–3      | RB Leipzig             |
| --- | -------- | ---------------------- |
| - Aké 16' - Mukiele 28' (l.n.) - Mahrez 45+2' (ph.đ.) - Grealish 56' - Cancelo 75' - Gabriel Jesus 85' | Chi tiết | - Nkunku 42', 51', 73' |

| Club Brugge   | 1–1      | Paris Saint-Germain |
| ------------- | -------- | ------------------- |
| - Vanaken 27' | Chi tiết | - Herrera 15'       |

| RB Leipzig  | 1–2      | Club Brugge              |
| ----------- | -------- | ------------------------ |
| - Nkunku 5' | Chi tiết | - Vanaken 22' - Rits 41' |

| Paris Saint-Germain    | 2–0      | Manchester City |
| ---------------------- | -------- | --------------- |
| - Gueye 8' - Messi 74' | Chi tiết |                 |

| Club Brugge   | 1–5      | Manchester City                                                   |
| ------------- | -------- | ----------------------------------------------------------------- |
| - Vanaken 81' | Chi tiết | - Cancelo 30' - Mahrez 43' (ph.đ.), 84' - Walker 53' - Palmer 67' |

| Paris Saint-Germain                  | 3–2      | RB Leipzig                |
| ------------------------------------ | -------- | ------------------------- |
| - Mbappé 9' - Messi 67', 74' (ph.đ.) | Chi tiết | - Silva 28' - Mukiele 57' |

| RB Leipzig                             | 2–2      | Paris Saint-Germain  |
| -------------------------------------- | -------- | -------------------- |
| - Nkunku 8' - Szoboszlai 90+2' (ph.đ.) | Chi tiết | - Wijnaldum 21', 39' |

| Manchester City                                               | 4–1      | Club Brugge         |
| ------------------------------------------------------------- | -------- | ------------------- |
| - Foden 15' - Mahrez 45' - Sterling 72' - Gabriel Jesus 90+2' | Chi tiết | - Stones 17' (l.n.) |

| Manchester City            | 2–1      | Paris Saint-Germain |
| -------------------------- | -------- | ------------------- |
| - Sterling 63' - Jesus 76' | Chi tiết | - Mbappé 50'        |

| Club Brugge | 0–5      | RB Leipzig                                                    |
| ----------- | -------- | ------------------------------------------------------------- |
|             | Chi tiết | - Nkunku 12', 90+3' - Forsberg 17' (ph.đ.), 45+1' - Silva 26' |

| RB Leipzig                   | 2–1      | Manchester City |
| ---------------------------- | -------- | --------------- |
| - Szoboszlai 24' - Silva 71' | Chi tiết | - Mahrez 76'    |

| Paris Saint-Germain                      | 4–1      | Club Brugge |
| ---------------------------------------- | -------- | ----------- |
| - Mbappé 2', 7' - Messi 38', 76' (ph.đ.) | Chi tiết | - Rits 68'  |

### Bảng B
| VT | Đội             | ST | T | H | B | BT | BB | HS  | Đ  | Giành quyền tham dự      |  | LIV | ATM | POR | MIL |
| -- | --------------- | -- | - | - | - | -- | -- | --- | -- | ------------------------ |  | --- | --- | --- | --- |
| 1  | Liverpool       | 6  | 6 | 0 | 0 | 17 | 6  | +11 | 18 | Đi tiếp vào vòng 16 đội  |  | —   | 2–0 | 2–0 | 3–2 |
| 2  | Atlético Madrid | 6  | 2 | 1 | 3 | 7  | 8  | −1  | 7  | Đi tiếp vào vòng 16 đội  |  | 2–3 | —   | 0–0 | 0–1 |
| 3  | Porto           | 6  | 1 | 2 | 3 | 4  | 11 | −7  | 5  | Chuyển qua Europa League |  | 1–5 | 1–3 | —   | 1–0 |
| 4  | Milan           | 6  | 1 | 1 | 4 | 6  | 9  | −3  | 4  |                          |  | 1–2 | 1–2 | 1–1 | —   |

| Liverpool                                      | 3–2      | Milan                    |
| ---------------------------------------------- | -------- | ------------------------ |
| - Tomori 9' (l.n.) - Salah 49' - Henderson 69' | Chi tiết | - Rebić 42' - Brahim 44' |

| Atlético Madrid | 0–0      | Porto |
| --------------- | -------- | ----- |
|                 | Chi tiết |       |

| Milan      | 1–2      | Atlético Madrid                        |
| ---------- | -------- | -------------------------------------- |
| - Leão 20' | Chi tiết | - Griezmann 84' - Suárez 90+7' (ph.đ.) |

| Porto        | 1–5      | Liverpool                                      |
| ------------ | -------- | ---------------------------------------------- |
| - Taremi 75' | Chi tiết | - Salah 18', 60' - Mané 45' - Firmino 78', 83' |

| Atlético Madrid      | 2–3      | Liverpool                           |
| -------------------- | -------- | ----------------------------------- |
| - Griezmann 20', 34' | Chi tiết | - Salah 8', 76' (ph.đ.) - Keïta 13' |

| Porto      | 1–0      | Milan |
| ---------- | -------- | ----- |
| - Díaz 65' | Chi tiết |       |

| Milan               | 1–1      | Porto     |
| ------------------- | -------- | --------- |
| - Mbemba 61' (l.n.) | Chi tiết | - Díaz 6' |

| Liverpool             | 2–0      | Atlético Madrid |
| --------------------- | -------- | --------------- |
| - Jota 13' - Mané 21' | Chi tiết |                 |

| Liverpool                | 2–0      | Porto |
| ------------------------ | -------- | ----- |
| - Thiago 52' - Salah 70' | Chi tiết |       |

| Atlético Madrid | 0–1      | Milan         |
| --------------- | -------- | ------------- |
|                 | Chi tiết | - Messias 87' |

| Porto                    | 1–3      | Atlético Madrid                              |
| ------------------------ | -------- | -------------------------------------------- |
| - Oliveira 90+6' (ph.đ.) | Chi tiết | - Griezmann 56' - Correa 90' - De Paul 90+2' |

| Milan        | 1–2      | Liverpool               |
| ------------ | -------- | ----------------------- |
| - Tomori 29' | Chi tiết | - Salah 36' - Origi 55' |

### Bảng C
| VT | Đội               | ST | T | H | B | BT | BB | HS  | Đ  | Giành quyền tham dự      |  | AJX | SPO | DOR | BES |
| -- | ----------------- | -- | - | - | - | -- | -- | --- | -- | ------------------------ |  | --- | --- | --- | --- |
| 1  | Ajax              | 6  | 6 | 0 | 0 | 20 | 5  | +15 | 18 | Đi tiếp vào vòng 16 đội  |  | —   | 4–2 | 4–0 | 2–0 |
| 2  | Sporting CP       | 6  | 3 | 0 | 3 | 14 | 12 | +2  | 9  | Đi tiếp vào vòng 16 đội  |  | 1–5 | —   | 3–1 | 4–0 |
| 3  | Borussia Dortmund | 6  | 3 | 0 | 3 | 10 | 11 | −1  | 9  | Chuyển qua Europa League |  | 1–3 | 1–0 | —   | 5–0 |
| 4  | Beşiktaş          | 6  | 0 | 0 | 6 | 3  | 19 | −16 | 0  |                          |  | 1–2 | 1–4 | 1–2 | —   |

1. 1 2  Điểm đối đầu: Sporting CP 3, Borussia Dortmund 3. Hiệu số bàn thắng thua đối đầu: Sporting CP +1, Borussia Dortmund –1.

| Beşiktaş        | 1–2      | Borussia Dortmund                |
| --------------- | -------- | -------------------------------- |
| - Montero 90+4' | Chi tiết | - Bellingham 20' - Haaland 45+3' |

| Sporting CP    | 1–5      | Ajax                                     |
| -------------- | -------- | ---------------------------------------- |
| - Paulinho 33' | Chi tiết | - Haller 2', 9', 51', 63' - Berghuis 39' |

| Ajax                        | 2–0      | Beşiktaş |
| --------------------------- | -------- | -------- |
| - Berghuis 17' - Haller 43' | Chi tiết |          |

| Borussia Dortmund | 1–0      | Sporting CP |
| ----------------- | -------- | ----------- |
| - Malen 37'       | Chi tiết |             |

| Beşiktaş    | 1–4      | Sporting CP                                            |
| ----------- | -------- | ------------------------------------------------------ |
| - Larin 24' | Chi tiết | - Coates 15', 27' - Sarabia 44' (ph.đ.) - Paulinho 89' |

| Ajax                                                    | 4–0      | Borussia Dortmund |
| ------------------------------------------------------- | -------- | ----------------- |
| - Reus 11' (l.n.) - Blind 25' - Antony 57' - Haller 72' | Chi tiết |                   |

| Borussia Dortmund  | 1–3      | Ajax                                      |
| ------------------ | -------- | ----------------------------------------- |
| - Reus 37' (ph.đ.) | Chi tiết | - Tadić 72' - Haller 83' - Klaassen 90+3' |

| Sporting CP                                               | 4–0      | Beşiktaş |
| --------------------------------------------------------- | -------- | -------- |
| - Gonçalves 31' (ph.đ.), 38' - Paulinho 41' - Sarabia 56' | Chi tiết |          |

| Beşiktaş              | 1–2      | Ajax              |
| --------------------- | -------- | ----------------- |
| - Ghezzal 22' (ph.đ.) | Chi tiết | - Haller 54', 69' |

| Sporting CP                      | 3–1      | Borussia Dortmund |
| -------------------------------- | -------- | ----------------- |
| - Gonçalves 30', 39' - Porro 81' | Chi tiết | - Malen 90+3'     |

| Ajax                                                        | 4–2      | Sporting CP               |
| ----------------------------------------------------------- | -------- | ------------------------- |
| - Haller 8' (ph.đ.) - Antony 42' - Neres 58' - Berghuis 62' | Chi tiết | - Santos 22' - Tabata 78' |

| Borussia Dortmund                                        | 5–0      | Beşiktaş |
| -------------------------------------------------------- | -------- | -------- |
| - Malen 29' - Reus 45+2' (ph.đ.), 53' - Haaland 68', 81' | Chi tiết |          |

### Bảng D
| VT | Đội              | ST | T | H | B | BT | BB | HS  | Đ  | Giành quyền tham dự      |  | RMA | INT | SHE | SHK |
| -- | ---------------- | -- | - | - | - | -- | -- | --- | -- | ------------------------ |  | --- | --- | --- | --- |
| 1  | Real Madrid      | 6  | 5 | 0 | 1 | 14 | 3  | +11 | 15 | Đi tiếp vào vòng 16 đội  |  | —   | 2–0 | 1–2 | 2–1 |
| 2  | Inter Milan      | 6  | 3 | 1 | 2 | 8  | 5  | +3  | 10 | Đi tiếp vào vòng 16 đội  |  | 0–1 | —   | 3–1 | 2–0 |
| 3  | Sheriff Tiraspol | 6  | 2 | 1 | 3 | 7  | 11 | −4  | 7  | Chuyển qua Europa League |  | 0–3 | 1–3 | —   | 2–0 |
| 4  | Shakhtar Donetsk | 6  | 0 | 2 | 4 | 2  | 12 | −10 | 2  |                          |  | 0–5 | 0–0 | 1–1 | —   |

| Sheriff Tiraspol           | 2–0      | Shakhtar Donetsk |
| -------------------------- | -------- | ---------------- |
| - Traoré 16' - Yansané 62' | Chi tiết |                  |

| Inter Milan | 0–1      | Real Madrid   |
| ----------- | -------- | ------------- |
|             | Chi tiết | - Rodrygo 89' |

| Shakhtar Donetsk | 0–0      | Inter Milan |
| ---------------- | -------- | ----------- |
|                  | Chi tiết |             |

| Real Madrid           | 1–2      | Sheriff Tiraspol              |
| --------------------- | -------- | ----------------------------- |
| - Benzema 65' (ph.đ.) | Chi tiết | - Yakhshiboev 25' - Thill 90' |

| Shakhtar Donetsk | 0–5      | Real Madrid                                                             |
| ---------------- | -------- | ----------------------------------------------------------------------- |
|                  | Chi tiết | - Kryvtsov 37' (l.n.) - Vinícius 51', 56' - Rodrygo 65' - Benzema 90+1' |

| Inter Milan                           | 3–1      | Sheriff Tiraspol |
| ------------------------------------- | -------- | ---------------- |
| - Džeko 34' - Vidal 58' - De Vrij 67' | Chi tiết | - Thill 52'      |

| Real Madrid        | 2–1      | Shakhtar Donetsk |
| ------------------ | -------- | ---------------- |
| - Benzema 14', 61' | Chi tiết | - Fernando 39'   |

| Sheriff Tiraspol | 1–3      | Inter Milan                                 |
| ---------------- | -------- | ------------------------------------------- |
| - Traoré 90+2'   | Chi tiết | - Brozović 54' - Škriniar 66' - Sánchez 82' |

| Inter Milan      | 2–0      | Shakhtar Donetsk |
| ---------------- | -------- | ---------------- |
| - Džeko 61', 67' | Chi tiết |                  |

| Sheriff Tiraspol | 0–3      | Real Madrid                             |
| ---------------- | -------- | --------------------------------------- |
|                  | Chi tiết | - Alaba 30' - Kroos 45+1' - Benzema 55' |

| Shakhtar Donetsk | 1–1      | Sheriff Tiraspol |
| ---------------- | -------- | ---------------- |
| - Fernando 42'   | Chi tiết | - Nikolov 90+3'  |

| Real Madrid               | 2–0      | Inter Milan |
| ------------------------- | -------- | ----------- |
| - Kroos 17' - Asensio 79' | Chi tiết |             |

### Bảng E
| VT | Đội           | ST | T | H | B | BT | BB | HS  | Đ  | Giành quyền tham dự      |  | BAY | BEN | BAR | DKV |
| -- | ------------- | -- | - | - | - | -- | -- | --- | -- | ------------------------ |  | --- | --- | --- | --- |
| 1  | Bayern Munich | 6  | 6 | 0 | 0 | 22 | 3  | +19 | 18 | Đi tiếp vào vòng 16 đội  |  | —   | 5–2 | 3–0 | 5–0 |
| 2  | Benfica       | 6  | 2 | 2 | 2 | 7  | 9  | −2  | 8  | Đi tiếp vào vòng 16 đội  |  | 0–4 | —   | 3–0 | 2–0 |
| 3  | Barcelona     | 6  | 2 | 1 | 3 | 2  | 9  | −7  | 7  | Chuyển qua Europa League |  | 0–3 | 0–0 | —   | 1–0 |
| 4  | Dynamo Kyiv   | 6  | 0 | 1 | 5 | 1  | 11 | −10 | 1  |                          |  | 1–2 | 0–0 | 0–1 | —   |

| Barcelona | 0–3      | Bayern Munich                       |
| --------- | -------- | ----------------------------------- |
|           | Chi tiết | - Müller 33' - Lewandowski 56', 85' |

| Dynamo Kyiv | 0–0      | Benfica |
| ----------- | -------- | ------- |
|             | Chi tiết |         |

| Benfica                     | 3–0      | Barcelona |
| --------------------------- | -------- | --------- |
| - Núñez 3', 79' - Silva 69' | Chi tiết |           |

| Bayern Munich                                                              | 5–0      | Dynamo Kyiv |
| -------------------------------------------------------------------------- | -------- | ----------- |
| - Lewandowski 12' (ph.đ.), 27' - Gnabry 68' - Sané 74' - Choupo-Moting 87' | Chi tiết |             |

| Barcelona   | 1–0      | Dynamo Kyiv |
| ----------- | -------- | ----------- |
| - Piqué 36' | Chi tiết |             |

| Benfica | 0–4      | Bayern Munich                                          |
| ------- | -------- | ------------------------------------------------------ |
|         | Chi tiết | - Sané 70', 85' - Everton 80' (l.n.) - Lewandowski 82' |

| Bayern Munich                                       | 5–2      | Benfica                  |
| --------------------------------------------------- | -------- | ------------------------ |
| - Lewandowski 26', 61', 84' - Gnabry 32' - Sané 49' | Chi tiết | - Morato 38' - Núñez 75' |

| Dynamo Kyiv | 0–1      | Barcelona  |
| ----------- | -------- | ---------- |
|             | Chi tiết | - Fati 70' |

| Dynamo Kyiv   | 1–2      | Bayern Munich                 |
| ------------- | -------- | ----------------------------- |
| - Harmash 70' | Chi tiết | - Lewandowski 14' - Coman 42' |

| Barcelona | 0–0      | Benfica |
| --------- | -------- | ------- |
|           | Chi tiết |         |

| Bayern Munich                         | 3–0      | Barcelona |
| ------------------------------------- | -------- | --------- |
| - Müller 34' - Sané 43' - Musiala 62' | Chi tiết |           |

| Benfica                        | 2–0      | Dynamo Kyiv |
| ------------------------------ | -------- | ----------- |
| - Yaremchuk 16' - Gilberto 22' | Chi tiết |             |

### Bảng F
| VT | Đội               | ST | T | H | B | BT | BB | HS | Đ  | Giành quyền tham dự      |  | MUN | VIL | ATA | YB  |
| -- | ----------------- | -- | - | - | - | -- | -- | -- | -- | ------------------------ |  | --- | --- | --- | --- |
| 1  | Manchester United | 6  | 3 | 2 | 1 | 11 | 8  | +3 | 11 | Đi tiếp vào vòng 16 đội  |  | —   | 2–1 | 3–2 | 1–1 |
| 2  | Villarreal        | 6  | 3 | 1 | 2 | 12 | 9  | +3 | 10 | Đi tiếp vào vòng 16 đội  |  | 0–2 | —   | 2–2 | 2–0 |
| 3  | Atalanta          | 6  | 1 | 3 | 2 | 12 | 13 | −1 | 6  | Chuyển qua Europa League |  | 2–2 | 2–3 | —   | 1–0 |
| 4  | Young Boys        | 6  | 1 | 2 | 3 | 7  | 12 | −5 | 5  |                          |  | 2–1 | 1–4 | 3–3 | —   |

| Young Boys                        | 2–1      | Manchester United |
| --------------------------------- | -------- | ----------------- |
| - Ngamaleu 66' - Siebatcheu 90+5' | Chi tiết | - Ronaldo 13'     |

| Villarreal                    | 2–2      | Atalanta                  |
| ----------------------------- | -------- | ------------------------- |
| - Trigueros 39' - Danjuma 73' | Chi tiết | - Freuler 6' - Gosens 83' |

| Atalanta      | 1–0      | Young Boys |
| ------------- | -------- | ---------- |
| - Pessina 68' | Chi tiết |            |

| Manchester United            | 2–1      | Villarreal    |
| ---------------------------- | -------- | ------------- |
| - Telles 60' - Ronaldo 90+5' | Chi tiết | - Alcácer 53' |

| Manchester United                          | 3–2      | Atalanta                    |
| ------------------------------------------ | -------- | --------------------------- |
| - Rashford 53' - Maguire 75' - Ronaldo 81' | Chi tiết | - Pašalić 15' - Demiral 29' |

| Young Boys | 1–4      | Villarreal                                            |
| ---------- | -------- | ----------------------------------------------------- |
| - Elia 77' | Chi tiết | - Pino 6' - Gerard 16' - Moreno 89' - Chukwueze 90+2' |

| Atalanta                  | 2–2      | Manchester United      |
| ------------------------- | -------- | ---------------------- |
| - Iličić 12' - Zapata 56' | Chi tiết | - Ronaldo 45+1', 90+2' |

| Villarreal                 | 2–0      | Young Boys |
| -------------------------- | -------- | ---------- |
| - Capoue 36' - Danjuma 89' | Chi tiết |            |

| Villarreal | 0–2      | Manchester United          |
| ---------- | -------- | -------------------------- |
|            | Chi tiết | - Ronaldo 78' - Sancho 90' |

| Young Boys                           | 3–3      | Atalanta                                 |
| ------------------------------------ | -------- | ---------------------------------------- |
| - Pefok 39' - Sierro 80' - Hefti 84' | Chi tiết | - Zapata 10' - Palomino 51' - Muriel 88' |

| Manchester United | 1–1      | Young Boys   |
| ----------------- | -------- | ------------ |
| - Greenwood 9'    | Chi tiết | - Rieder 42' |

| Atalanta                       | 2–3      | Villarreal                     |
| ------------------------------ | -------- | ------------------------------ |
| - Malinovskyi 71' - Zapata 80' | Chi tiết | - Danjuma 3', 51' - Capoue 42' |

### Bảng G
| VT | Đội               | ST | T | H | B | BT | BB | HS | Đ  | Giành quyền tham dự      |  | LOSC | SAL | SEV | WOL |
| -- | ----------------- | -- | - | - | - | -- | -- | -- | -- | ------------------------ |  | ---- | --- | --- | --- |
| 1  | Lille             | 6  | 3 | 2 | 1 | 7  | 4  | +3 | 11 | Đi tiếp vào vòng 16 đội  |  | —    | 1–0 | 0–0 | 0–0 |
| 2  | Red Bull Salzburg | 6  | 3 | 1 | 2 | 8  | 6  | +2 | 10 | Đi tiếp vào vòng 16 đội  |  | 2–1  | —   | 1–0 | 3–1 |
| 3  | Sevilla           | 6  | 1 | 3 | 2 | 5  | 5  | 0  | 6  | Chuyển qua Europa League |  | 1–2  | 1–1 | —   | 2–0 |
| 4  | VfL Wolfsburg     | 6  | 1 | 2 | 3 | 5  | 10 | −5 | 5  |                          |  | 1–3  | 2–1 | 1–1 | —   |

| Sevilla               | 1–1      | Red Bull Salzburg   |
| --------------------- | -------- | ------------------- |
| - Rakitić 42' (ph.đ.) | Chi tiết | - Sučić 21' (ph.đ.) |

| Lille | 0–0      | VfL Wolfsburg |
| ----- | -------- | ------------- |
|       | Chi tiết |               |

| Red Bull Salzburg                  | 2–1      | Lille        |
| ---------------------------------- | -------- | ------------ |
| - Adeyemi 35' (ph.đ.), 53' (ph.đ.) | Chi tiết | - Yılmaz 62' |

| VfL Wolfsburg | 1–1      | Sevilla               |
| ------------- | -------- | --------------------- |
| - Steffen 49' | Chi tiết | - Rakitić 86' (ph.đ.) |

| Red Bull Salzburg              | 3–1      | VfL Wolfsburg |
| ------------------------------ | -------- | ------------- |
| - Adeyemi 3' - Okafor 65', 77' | Chi tiết | - Nmecha 15'  |

| Lille | 0–0      | Sevilla |
| ----- | -------- | ------- |
|       | Chi tiết |         |

| VfL Wolfsburg          | 2–1      | Red Bull Salzburg |
| ---------------------- | -------- | ----------------- |
| - Baku 3' - Nmecha 60' | Chi tiết | - Wöber 30'       |

| Sevilla       | 1–2      | Lille                           |
| ------------- | -------- | ------------------------------- |
| - Ocampos 15' | Chi tiết | - David 43' (ph.đ.) - Ikoné 51' |

| Sevilla                  | 2–0      | VfL Wolfsburg |
| ------------------------ | -------- | ------------- |
| - Jordán 13' - Mir 90+7' | Chi tiết |               |

| Lille       | 1–0      | Red Bull Salzburg |
| ----------- | -------- | ----------------- |
| - David 31' | Chi tiết |                   |

| VfL Wolfsburg | 1–3      | Lille                                |
| ------------- | -------- | ------------------------------------ |
| - Steffen 89' | Chi tiết | - Yılmaz 11' - David 72' - Gomes 78' |

| Red Bull Salzburg | 1–0      | Sevilla |
| ----------------- | -------- | ------- |
| - Okafor 50'      | Chi tiết |         |

### Bảng H
| VT | Đội                    | ST | T | H | B | BT | BB | HS  | Đ  | Giành quyền tham dự      |  | JUV | CHE | ZEN | MAL |
| -- | ---------------------- | -- | - | - | - | -- | -- | --- | -- | ------------------------ |  | --- | --- | --- | --- |
| 1  | Juventus               | 6  | 5 | 0 | 1 | 10 | 6  | +4  | 15 | Đi tiếp vào vòng 16 đội  |  | —   | 1–0 | 4–2 | 1–0 |
| 2  | Chelsea                | 6  | 4 | 1 | 1 | 13 | 4  | +9  | 13 | Đi tiếp vào vòng 16 đội  |  | 4–0 | —   | 1–0 | 4–0 |
| 3  | Zenit Saint Petersburg | 6  | 1 | 2 | 3 | 10 | 10 | 0   | 5  | Chuyển qua Europa League |  | 0–1 | 3–3 | —   | 4–0 |
| 4  | Malmö FF               | 6  | 0 | 1 | 5 | 1  | 14 | −13 | 1  |                          |  | 0–3 | 0–1 | 1–1 | —   |

| Chelsea      | 1–0      | Zenit Saint Petersburg |
| ------------ | -------- | ---------------------- |
| - Lukaku 69' | Chi tiết |                        |

| Malmö FF | 0–3      | Juventus                                              |
| -------- | -------- | ----------------------------------------------------- |
|          | Chi tiết | - Alex Sandro 23' - Dybala 45' (ph.đ.) - Morata 45+1' |

| Zenit Saint Petersburg                                      | 4–0      | Malmö FF |
| ----------------------------------------------------------- | -------- | -------- |
| - Claudinho 9' - Kuzyayev 49' - Sutormin 80' - Wendel 90+4' | Chi tiết |          |

| Juventus     | 1–0      | Chelsea |
| ------------ | -------- | ------- |
| - Chiesa 46' | Chi tiết |         |

| Zenit Saint Petersburg | 0–1      | Juventus         |
| ---------------------- | -------- | ---------------- |
|                        | Chi tiết | - Kulusevski 86' |

| Chelsea                                                            | 4–0      | Malmö FF |
| ------------------------------------------------------------------ | -------- | -------- |
| - Christensen 9' - Jorginho 21' (ph.đ.), 57' (ph.đ.) - Havertz 48' | Chi tiết |          |

| Malmö FF | 0–1      | Chelsea      |
| -------- | -------- | ------------ |
|          | Chi tiết | - Ziyech 56' |

| Juventus                                            | 4–2      | Zenit Saint Petersburg              |
| --------------------------------------------------- | -------- | ----------------------------------- |
| - Dybala 11', 58' (ph.đ.) - Chiesa 74' - Morata 82' | Chi tiết | - Bonucci 26' (l.n.) - Azmoun 90+2' |

| Chelsea                                                     | 4–0      | Juventus |
| ----------------------------------------------------------- | -------- | -------- |
| - Chalobah 25' - James 56' - Hudson-Odoi 58' - Werner 90+5' | Chi tiết |          |

| Malmö FF    | 1–1      | Zenit Saint Petersburg    |
| ----------- | -------- | ------------------------- |
| - Rieks 28' | Chi tiết | - Rakitskyi 90+2' (ph.đ.) |

| Zenit Saint Petersburg                       | 3–3      | Chelsea                       |
| -------------------------------------------- | -------- | ----------------------------- |
| - Claudinho 38' - Azmoun 41' - Ozdoyev 90+4' | Chi tiết | - Werner 2', 85' - Lukaku 62' |

| Juventus   | 1–0      | Malmö FF |
| ---------- | -------- | -------- |
| - Kean 18' | Chi tiết |          |